# Regeneration (1915)
Regeneration is een Amerikaanse dramafilm uit 1915 onder regie van Raoul Walsh. Het scenario is gebaseerd op de autobiografie My Mamie Rose (1903) van de Amerikaanse auteur Owen Kildare.

## Verhaal
Een weeskind weet zichzelf op te werken tot de belangrijkste positie in de maffia. Hij wordt vervolgens verliefd en wil daarom uit de criminaliteit stappen.

## Rolverdeling
| Acteur             | Personage      |
| ------------------ | -------------- |
| John McCann        | Owen (10 jaar) |
| James A. Marcus    | Jim Conway     |
| Maggie Weston      | Maggie Conway  |
| Harry McCoy        | Owen (17 jaar) |
| Rockliffe Fellowes | Owen (25 jaar) |
| William Sheer      | Skinny         |
| Carl Harbaugh      | Advocaat Ames  |
| Anna Q. Nilsson    | Marie Deering  |